# Neustadt-Glewe
Neustadt-Glewe é um município da Alemanha, situado no distrito de Ludwigslust-Parchim, no estado de Mecklemburgo-Pomerânia Ocidental. Tem 93,91 km² de área, e sua população em 2019 foi estimada em 7.032 habitantes.